# جوزيف كيندي الثاني
جوزيف كيندي الثاني (بالإنجليزية: Joseph P. Kennedy II)‏ (و. 1952 – م) هو سياسي من الولايات المتحدة الأمريكية
وهو عضو في الحزب الديمقراطي الأمريكي.

## التعليم
تعلم في جامعة ماساتشوستس في بوسطن.

## روابط خارجية
- جوزيف كيندي الثاني على موقع IMDb (الإنجليزية)
- جوزيف كيندي الثاني على موقع إن إن دي بي (الإنجليزية)
- جوزيف كيندي الثاني على موقع قاعدة بيانات الفيلم (الإنجليزية)